# Liste des députés de la IIIe législature de la monarchie de Juillet

Cette liste recense les personnes qui ont assuré un mandat de député au cours de la IIIe législature de la monarchie de Juillet.
- Haut – A
- B
- C
- D
- E
- F
- G
- H
- I
- J
- K
- L
- M
- N
- O
- P
- Q
- R
- S
- T
- U
- V
- W
- X
- Y
- Z

## E
- Paul Marin Victor Enouf
- François Dominique Victor Espéronnier
- Louis Estancelin
- Alexandre-César-Louis d'Estourmel
- Philippe Isidore d'Etchégoyen
- Charles-Guillaume Étienne

## I
- François-André Isambert

## K
- Auguste Hilarion de Kératry
- Nicolas Koechlin

## N
- Joseph, Marie, Frédéric Nicod
- Pierre, Barthélemy, Joseph Nogaret
- Gabriel Nosereau

## O
- Jacques Antoine Odier
- Charles, Frédéric Oesinger
- Victor, Union Oger
- Maurice Ollivier

## Q
- Théodore, Martin Quinette de Rochemont

## W
- Jean-François, Louis Warein
- Jacques, Henri Wustenberg